# Barthélemy Menn

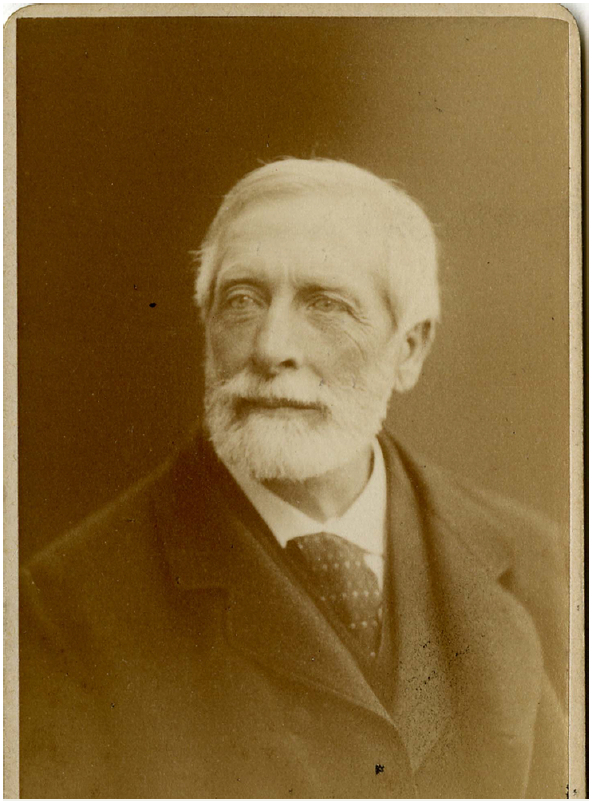
Undatiertes Photo aus den Sammlungen der Bibliothek von Genf

Barthélemy Menn (* 20. Mai 1815 in Genf; † 11. Oktober  1893 ebenda) war ein Schweizer Landschaftsmaler. Er ist der wichtigste Vertreter der Freilichtmalerei in der Schweiz.

## Leben
Menns Vater war der Engadiner Konditor Not Jon Menn aus Scuol, der sich später Louis John Menn nannte. Dieser heiratete Charlotte Madeleine Marguerite Bodmer, eine Bauerntochter aus dem waadtländischen Dorf Coinsins. Im Alter von zehn Jahren erhielt Menn den ersten Zeichenunterricht beim Porzellanmaler Abraham Constantin (1785–1855). Der junge Menn begann seine Kunststudien an der Genfer Société des arts bei Wolfgang-Adam Töpffer und dem Historienmaler Jean-Léonard Lugardon, bevor er 1833 nach Paris ging, um sich bei Jean-Auguste-Dominique Ingres fortzubilden.
1835 folgte er diesem nach Rom. In Italien schloss er Freundschaften mit den Malerkollegen Paul und Hippolyte Flandrin und Dominique Papety. 1838 kehrte er über Genf nach Paris zurück, wo er von den Landschaftsmalern von Barbizon wie Charles-François Daubigny, Théodore Rousseau und Jean-Baptiste Camille Corot angezogen war und sich mit den Ideen des Utopischen Sozialismus von Charles Fourier befasste. Er verkehrte auch mit George Sand (deren Sohn Maurice Dudevant er unterrichtete), Frédéric Chopin und Eugène Delacroix, der ihm das Angebot machte, im Palais Bourbon und im Palais du Luxembourg an dessen Projekten mitzuarbeiten, was Menn jedoch ausschlug. 1843 liess er sich endgültig in Genf nieder. 1851 wurde als Lehrer für figürliches Zeichnen und Malen an die Genfer Ecole des beaux-arts berufen.

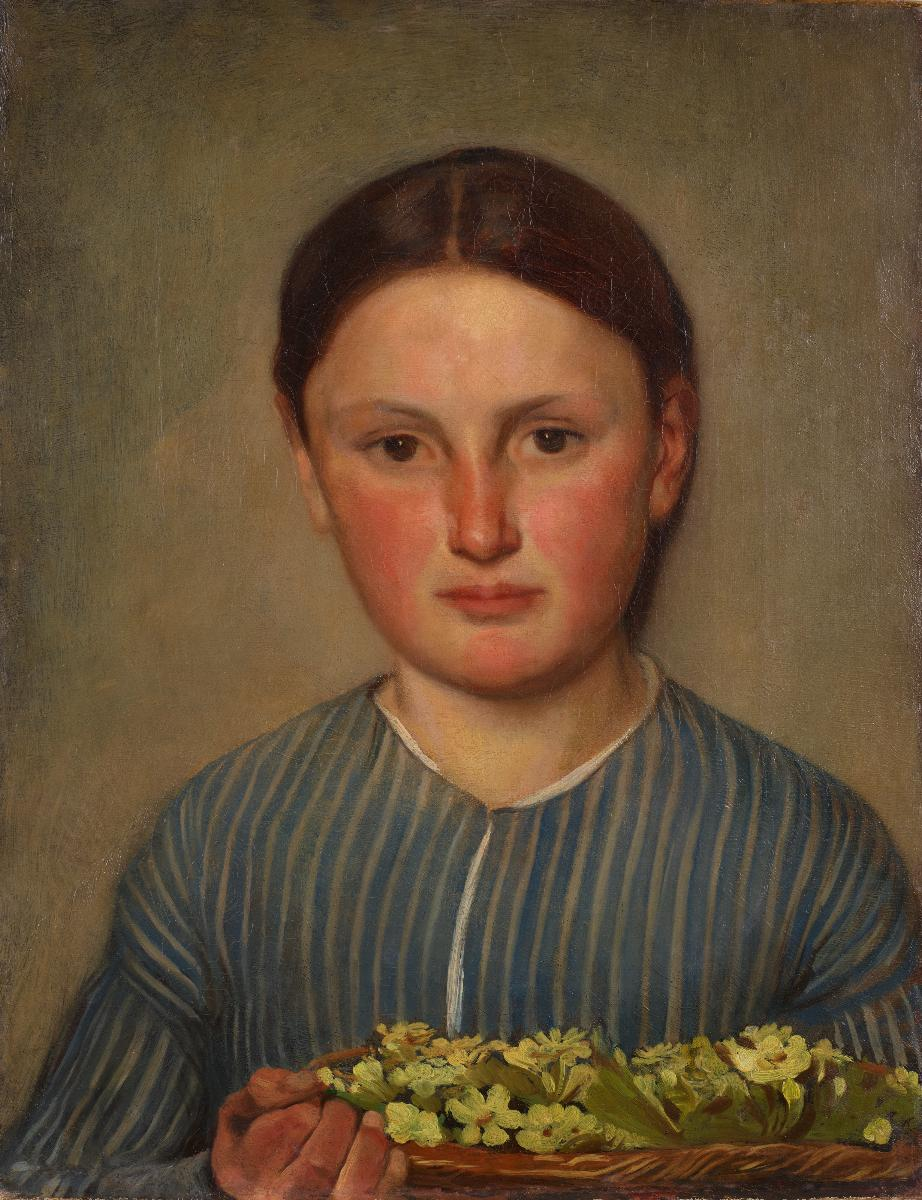
Barthélemy Menn: Mädchen mit Blumen, um 1845–1860, Depositum der Gottfried Keller-Stiftung im Kunsthaus Zürich, Inventarnummer GKS648

In den Sommermonaten war Menn regelmässiger Gast in der Künstlerkolonie von Crémieu, dem Barbizon von Lyon, und auf Schloss Greyerz, wo die Besitzerfamilie Bovy, zu der auch Auguste Baud-Bovy gehörte, zahlreiche Maler um sich versammelte. 1857, 1859 und 1861 veranstaltete Menn eine gemeinsame Ausstellung mit französischen Malern in Genf und erreichte den Ankauf von zwei Gemälden Corots durch den Kanton Genf. Die sehr zurückhaltende Reaktion des Genfer Publikums auf sein Werk veranlasste Menn, ab etwa der Mitte der 1860er Jahre seine Arbeiten nicht mehr zum Verkauf anzubieten oder öffentlich auszustellen. 1867 folgte ein Besuch an der Weltausstellung von Paris und ein weiterer Aufenthalt in Barbizon. Im Alter von 76 Jahren gründete er mit Albert Trachsel die Gruppe der Humanisten, die sich mit Fragen der Ästhetik und Pädagogik befasste.

## Werk und Lehrtätigkeit

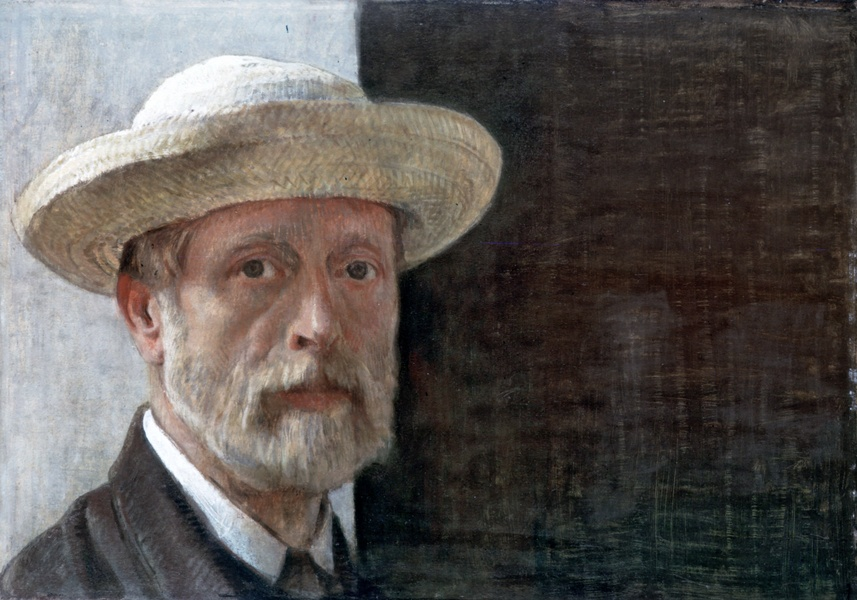
Selbstporträt mit Strohhut, 1872

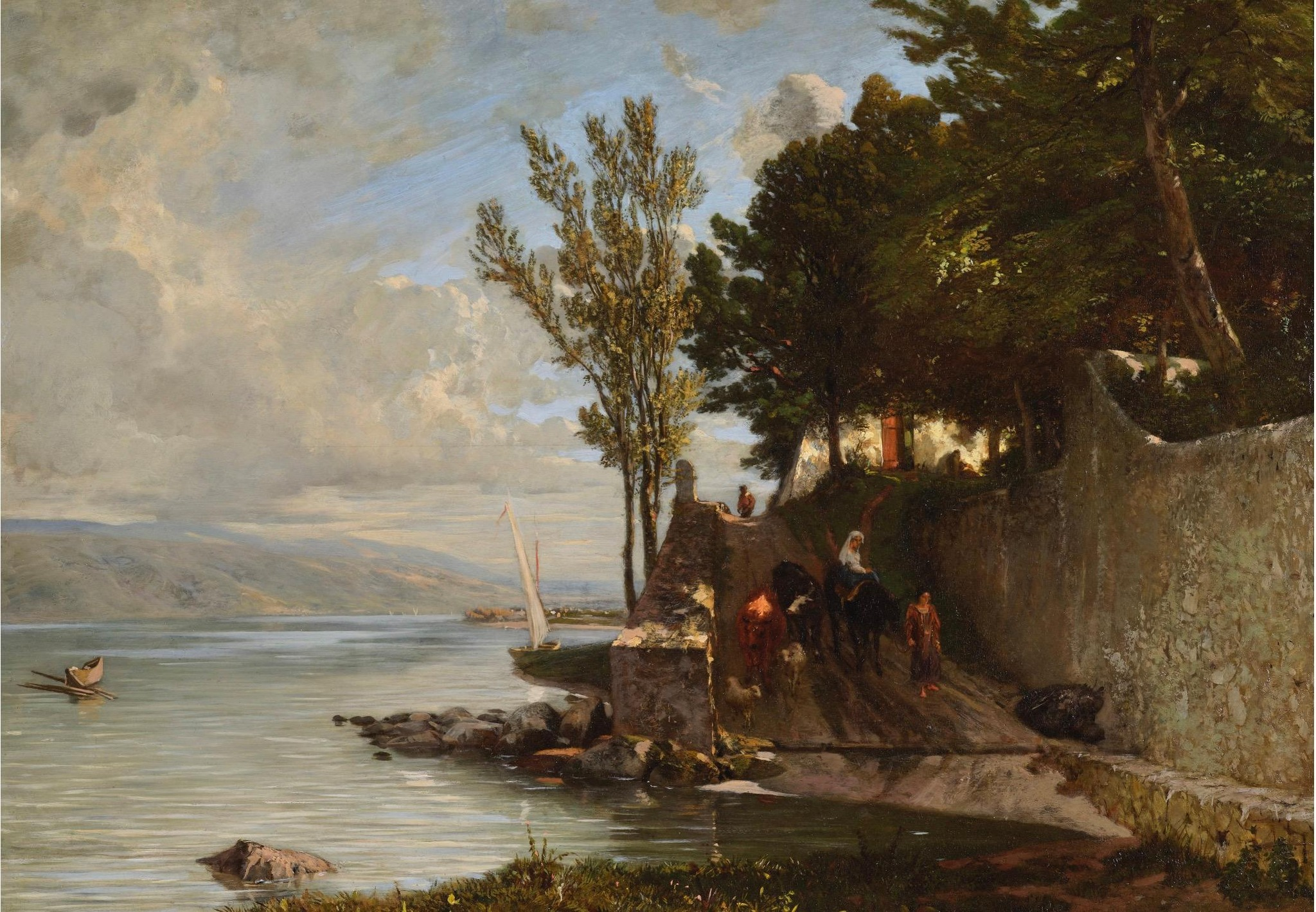
Paysage lacustre, Kunstmuseum Winterthur

Barthélemy Menn ist vor allem für seine poetisch-idyllischen Landschaften bekannt. Er war mit Alexandre Calame der Hauptvertreter der Genfer Schule der ersten Hälfte des 19. Jahrhunderts und in Kontakt mit Jean-Baptiste Camille Corot (mit dem zusammen er den grossen Salon des Schlosses von Gruyère in 1859–1857 dekorierte), Gustave Courbet und Jacques Alfred van Muyden.

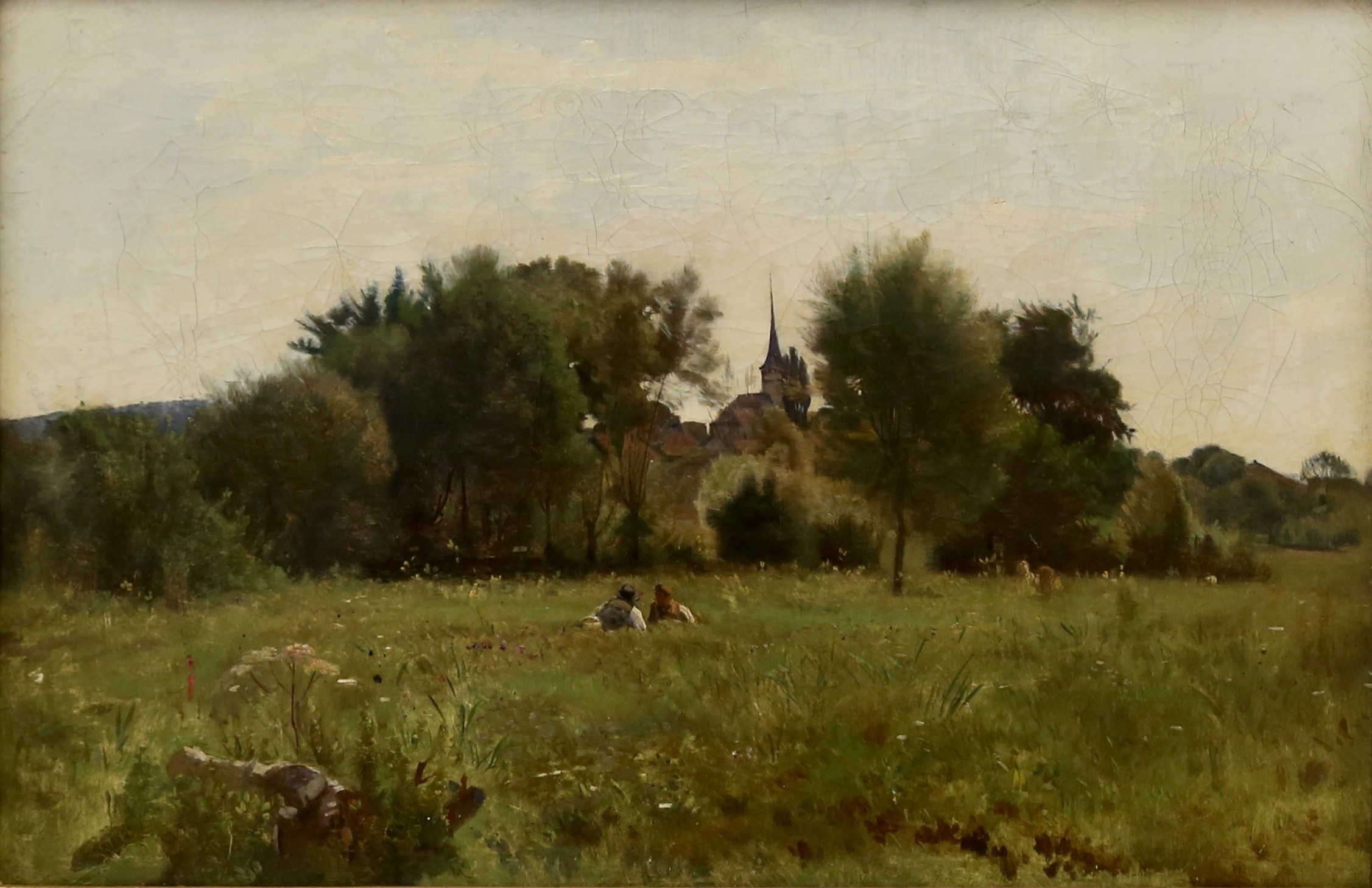
Siedlung in sommerlicher Landschaft

Er war während langer Jahren Professor an der Genfer Kunstschule. Sein bekanntester Schüler war von 1872 bis 1878 Ferdinand Hodler. Menn unterrichtete auch Albert Bartholomé, Auguste Baud-Bovy, Eugène Burnand, Édouard Castres, Albert Gos, John Graff, Edouard Jeanmaire, François Furet, Simon Durand und Alfred Rehfous. Einen Teil seiner eigenen Werke hat Menn nach 1880 selbst verbrannt.